# Claper

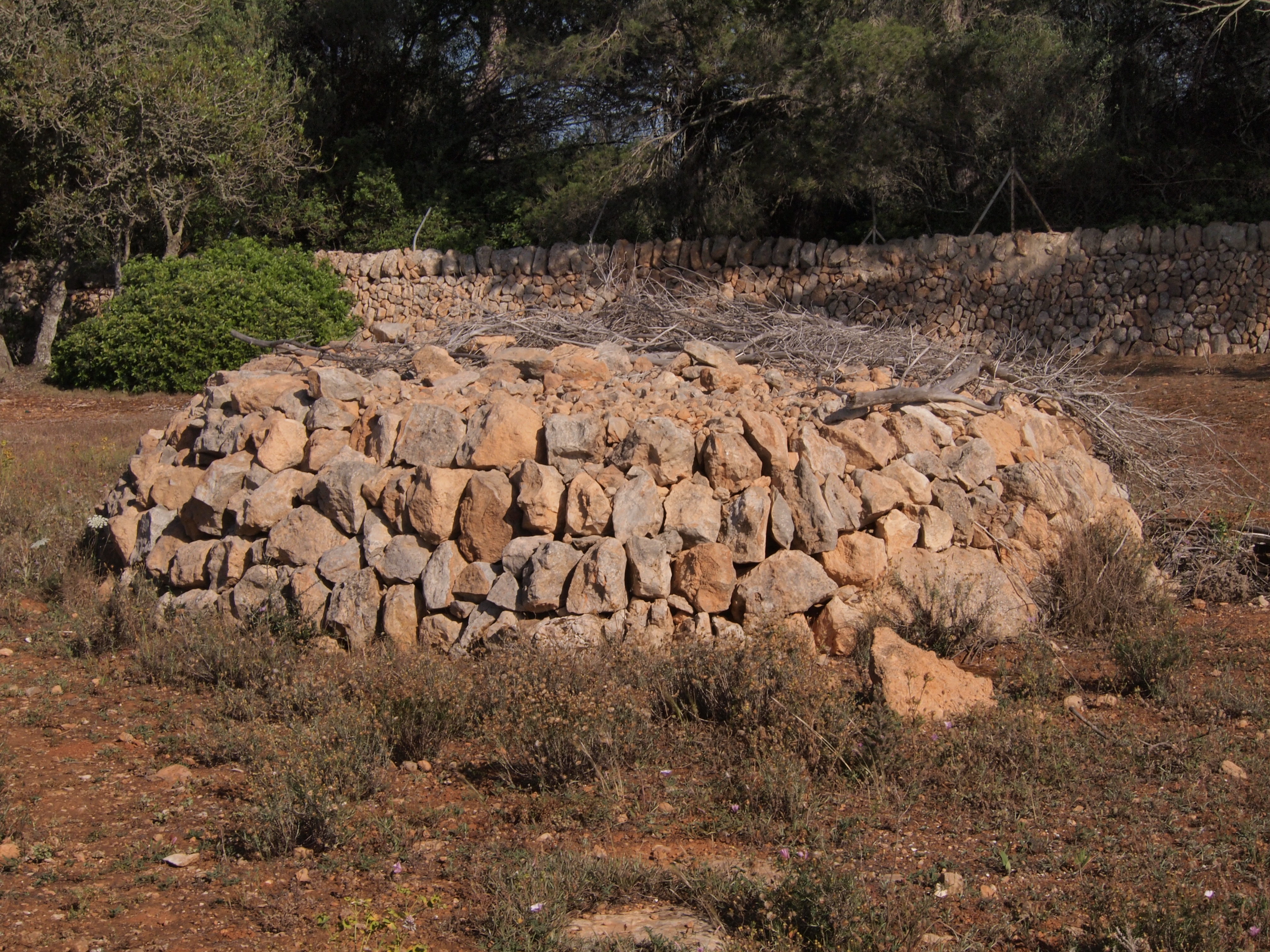
Claper de la Marina de Llucmajor.

Un claper és un acaramullament de pedres al mig del camp resultat d'espedregar un terreny amb l'objectiu de conrear-lo. Popularment reben el mateix nom algunes construccions megalítiques que, a ulls profans, no són més que una acumulació de grans pedres, i que els pagesos han emprat per seguir-hi acumulant més pedres. D'aquest fet en resulten molts topònims, per exemple: Es Claper des Gegant, a Alaró, o Claper des Doblers, a Campanet.
Alguns clapers són emprats pels pagesos per a proporcionar un refugi, un cau, als conills, i poder-los caçar durant la temporada de caça. En aquest cas es construeixen passadissos a l'interior del claper i cambres.
És fan amuntegant les pedres que fan nosa en les terres de conreu i que, ordinàriament, no assenyalen cap partió.
Claper, també és un altre nom de la vedruna. En alguns indrets, el mot claper també és usat per a designar la codina (Montserrat, Bages).
A Menorca s'anomenen clapers de gegants els antics talaiots i talaies i claperots els clapers fets amb pedres grosses.
Pel que fa a l'etimologia de claper hom pot observar que en francès clappe, i en occità clapa, signifiquen estella de pedra i, per tant, el derivat claper devia significar originàriament munt d'estelles o trossos de pedra. En francès clapier, i en occità clapièra, signifiquen munt de pedres, cau de conills; segurament són formes derivades del germànic klappon que significa fer soroll, colpir amb soroll, obrir-se amb soroll.